# Antoine Le Camus

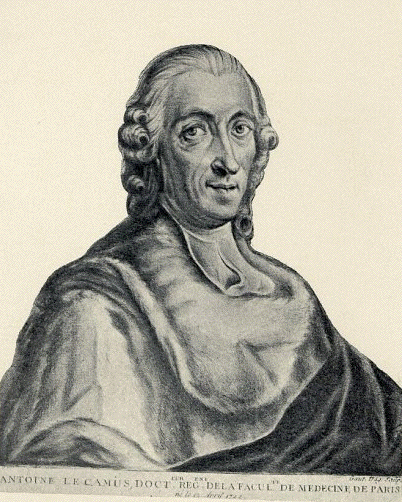
Kupferstich des Antoine Le Camus von Joseph-Benoît Suvée

Antoine Le Camus (* 12. April 1722 in Paris; † 3. Januar 1772 ebenda) war ein französischer Mediziner, Autor und Journalist.

## Leben und Wirken
Er war der Sohn des Nicolas Le Camus, einem major des Gardes de la ville von Paris, und dessen Ehefrau Françoise Carbonnet.
Im Jahre 1745 wurde er an der Faculté de médecine de Paris zum docteur régent ernannt. Im Jahre 1766 nahm er den Lehrstuhl für Chirurgie ein. Sein besonderes Interesse galt der Medizin des Geistes im weitesten Sinne. Le Camus suchte Erklärungen, wie körperliche Mechanismen den Geist beeinflussen könnten.
Als Arzt war Le Camus ein starker Befürworter der Pockenimpfung und so verfolgte er 1770 die Idee, hierzu eigens eine Klinik, Maison d’inoculation, im Grand Charonne (am heutigen Place de la Réunion in Paris) einzurichten. Im März 1771 wurden dann die ersten allgemeinen Impfungen durchgeführt. Diese wurden aber von Teilen der Bevölkerung strikt abgelehnt und so schloss die Administration sein Vorhaben.

## Werke (Auswahl)
- La Médecine de l’esprit. 1753
- La Médecine pratique rendue plus simple, plus sûre et plus méthodique. 1769
- Abdeker, ou l’art de conserver sa santé. 1748
- Maison d’inoculation, lettre de M. Le Camus. Quillau, 1771